# 71-616
71-616 (согласно Единой нумерации. Также известен как КТМ-16) — опытный российский пассажирский высокопольный трамвайный вагон, созданный Усть-Катавским вагоностроительным заводом в сотрудничестве с немецкими компаниями.

## История создания
После распада Советского Союза машиностроительным заводам России была официально разрешена разработка совместных проектов с иностранными предприятиями. В связи с чем в начале 1990-х годов начала появляться информация о возможном создании нового вагона УКВЗ, разработанного совместно с немецкими компаниями.
В марте 1993 года УКВЗ совместно с тремя немецкими фирмами — Siemens, Duewag и Динамо — был подписан контракт на разработку и сборку двух комплектов электрооборудования и механического оборудования. Так Siemens поставлял комплекты электрооборудования с ТИСУ и кондиционерами, Duewag — тележки с двухступенчатым подрессориванием типа «Меги», Динамо — тяговые двигатели и некоторые элементы электропривода, ну а непосредственно УКВЗ — кузов вагона, механическое оборудование салона и кабины водителя, редукторы для ходовых тележек. Основа кузова нового вагона должна была стать рама 71-608КМ. В экстерьере нового вагона были использованы элементы дизайна польских и австрийских вагонов того времени.
В 1996 году в Москве состоялись презентации обоих построенных опытных вагонов. Новая модель трамваев имела массу преимуществ и новшеств в сравнении со всеми отечественными вагонами того времени. Среди прочих — новая конструкция привода дверей. Вместо раздвижных на вагоне установлены прислонно-сдвижные двери, по типу туристических автобусов Икарус-256. Впервые в отечественной практике применена новая технология наклеивания стёкол прямо на кузов. Вентиляция салона осуществлялась кондиционером и естественным путём через открытые двери. Тележки за счёт применения резиновых прокладок получили вторую ступень подрессоривания, в результате удалось добиться мягкого хода.
На бортах и задней части обоих опытных вагонов имелись логотипы предприятий, участвовавших в создании вагона, а также надпись следующего содержания: «Erste gemeisame Strassenbahn Hergestellt von den russischen und deutschen Firmen». Также надпись дублировалась и по-Русски: «Первый совместный трамвай производства России и Германии». Кроме того, на вагонах имелись наклейки в виде цифры 1 с флагами Германии и России, также символизирующие, что вагон — первый вагон совместного производства.
Испытания новых вагонов решено было провести в Москве, где они получили бортовые номера 5000 и 5001. По окончании испытаний, оба вагона не были допущены к эксплуатации по причине их неоплаты и серьёзных замечаний по кузову и по электрооборудованию, которые не были устранены заводом.
В 1999 году на основе российско-немецкого проекта 71-616 было построено два новых вагона из российских комплектующих, им была присвоена серия 71-619 — которая в первом десятилетии 2000-х годов стала основой модельного ряда УКВЗ.

## Устройство вагона

### Кузов
Кузов вагона имеет цельносварной несущий каркас, изготовленный из набора полых элементов — труб квадратного и прямоугольного сечения, а также специальных гнутых профилей. Обшивка кузова выполнена из стальных гладких листов и крепится к каркасу точечной электросваркой. Обшивка крыши выполнена из листов стеклопластика. Металлическая обшивка со внутренней сторон покрывается противошумной мастикой. Внутренняя облицовка стен и потолка салона выполнена из слоистого пластика, пол — из бакелизированной фанеры. Между обшивками уложен слой теплоизоляции. Стёкла кабины и салона монтируются на клеевой основе через резиновые прокладки непосредственно на кузов вагона. В боковой стене имеются четыре прислонно-сдвижные двери (крайние двери одностворчатые, средние — двухстворчатые), открывание и закрывание которых осуществляется электромеханическим приводом централизованно из кабины водителя. Все двери расположены в одной плоскости.

### Салон
В пассажирском салоне установлены два ряда мягких кресел: с одной стороны одноместные, с другой сдвоенные. Кабина водителя отделена от пассажирского салона перегородкой с задвижной дверью. Кабина водителя и салон имеют хорошую естественную освещённость в дневное время благодаря большим окнам. Вечернее освещение — люминесцентное (световыми линиями), отопление — ступенчатое с использованием электрокалориферов. Стёкла лобовых окон имеют специальное напыление для обогрева и выбора оптимального режима пропускной световой способности и солнцезащиты. Вентиляция вагона — естественная и принудительная. Пассажирский салон оборудован кондиционером для поддержания температуры салона на одном уровне.

### Двигатели
Вагон оборудован четырьмя сериесными тяговыми электродвигателями типа ДК-268 с опорно-рамной подвеской. Крутящий момент от тяговых двигателей через карданный вал с упругой муфтой и одноступенчатый конический редуктор с эвольвентным зацеплением передаётся на колёсные пары тележки.

### Электрооборудование
Трамвайный вагон оснащён комплектом электрооборудования с тиристорно-импульсной системой безреостатного пуска и следящего рекуперативного торможения (ТИСУ). В качестве силовых элементов преобразователя тока применены GTO-тиристоры. Бортовая ЭВМ (SIBAS-16) управляет всеми процессами в электрооборудовании тягового привода и системах безопасности движения вагона, выбирает наиболее экономичный и оптимальный режимы управления током тяговых двигателей. В кабине размещён блок реле управления, предназначенный для коммутации электрических цепей управления по заданному алгоритму. Сглаживающие реакторы обеспечивают уменьшение пульсаций токов тяговых двигателей и в контактной сети. Блок силовых резисторов позволяет защитить силовые электрические сети от токов короткого замыкания и перегрузок. Предусмотрена возможность движения порожнего трамвайного вагона при выходе из строя одного силового блока. Питание цепей управления и вспомогательного оборудования осуществляется от аккумуляторных батарей и статического преобразователя напряжения постоянного тока 24В (48 В) и переменного тока 380/220В с частотой 150—400 Гц.

### Тележки
Тележки вагона — рамной конструкции с двухступенчатым подрессориванием. Первая ступень обеспечивается цилиндрическими пружинами сжатия и гидравлическими амортизаторами, гасящими колебания кузова в вертикальной и горизонтальной плоскостях. Вторая ступень, буксовое подвешивание типа «Меги», состоит из конусных резиновых блоков, снижающих динамическое колебание от рельс на колёсные пары и весь вагон в целом. Рама тележки — шарнирной конструкции. Поперечные траверсы соединены двумя резиновыми сайлент-блоками. Колёсная пара с открытой осью. На каждой оси установлены датчик скорости, заземляющее устройство и с одной стороны механический дисковый тормоз с максимальным усилием 36 кН. Для экстренного тормоза применён рельсовый тормоз со следящей системой, обеспечивающей постоянный зазор между башмаком и головкой рельса.

### Тормоза
Вагон оборудован электродинамическим рекуперативным, механическим дисковым и электромагнитным рельсовым тормозами.

### Прочее
В трамвайном вагоне имеется радиотрансляционная установка, звуковая и световая сигнализация, защита от радиопомех и грозы, песочницы и механическая сцепка. Соединительные кабели для работы по системе многих единиц смонтированы на автосцепке.

## Дальнейшая судьба
В 2001 году Мосгортранс приобрёл первый из двух вагонов — с бортовым номером 5000, который был перевезён в учебно-курсовой комбинат, и выставлен как натурный экспонат, где и находился до апреля 2017 года(фото). На данный момент вагон простаивает в Трамвайном депо имени Русакова.
Второй вагон — с бортовым номером 5001 — долгое время простоял на территории депо имени Русакова, в 2005 году был разобран до состояния кузова, а в 2010 году кузов вагона был использован для восстановления другого, сгоревшего трамвая. По состоянию на январь 2013 года вагон используется в качестве учебного и имеет бортовой номер 0205 (фото).